# Partenheim

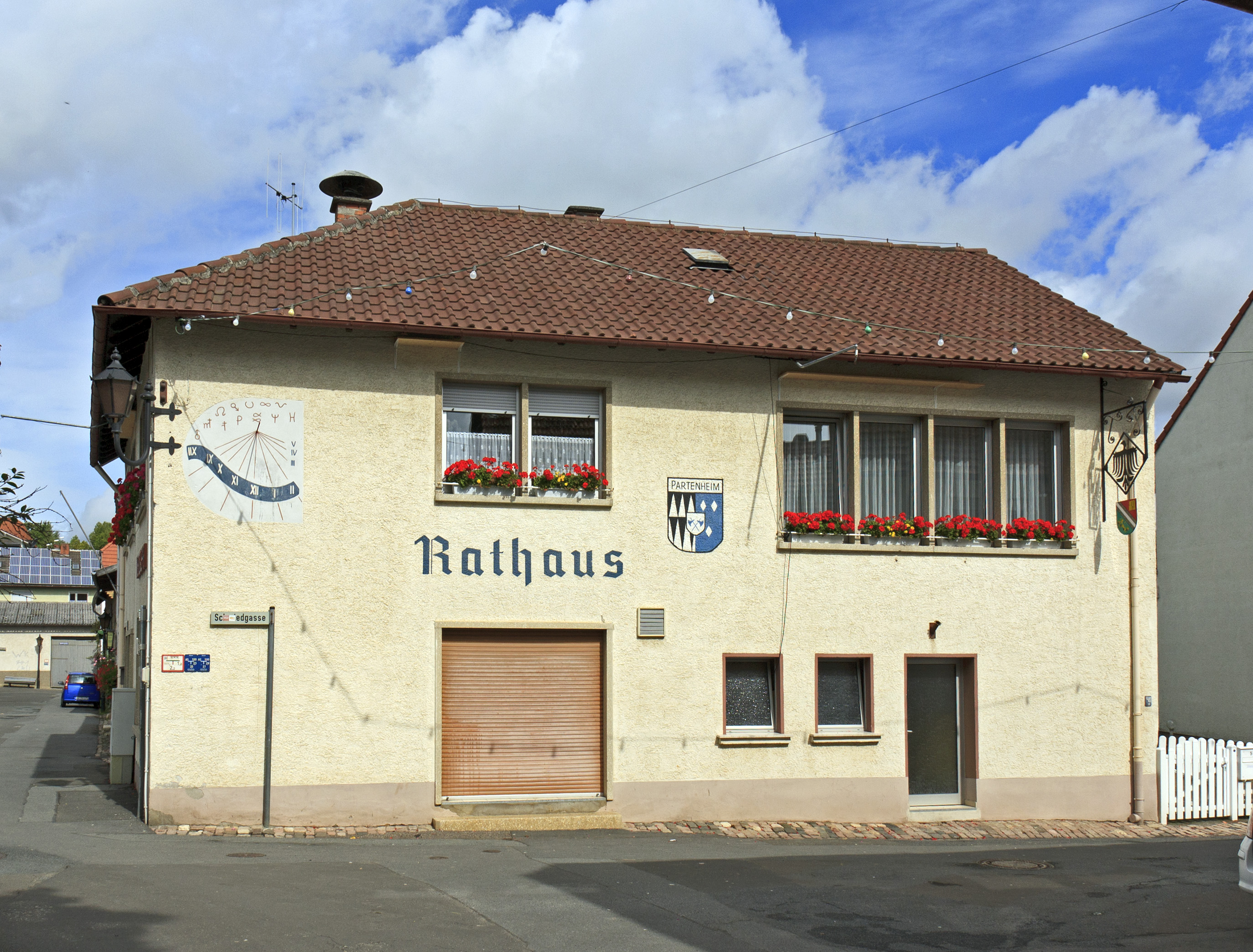
Das Rathaus von Partenheim

Partenheim ist eine Ortsgemeinde im Landkreis Alzey-Worms in Rheinland-Pfalz. Sie gehört der Verbandsgemeinde Wörrstadt an.

## Geographie
Partenheim ist ein Weinort im Herzen von Rheinhessen. Die Entfernung zu den Städten Mainz, Bingen am Rhein, Bad Kreuznach und Alzey beträgt jeweils 20 Kilometer und ungefähr eine halbe Autostunde.
Die Flächen der Gemeinde werden wie folgt genutzt: für Landwirtschaft 620 ha, für Weinbau 162 ha, bebaute Flächen sowie Verkehrs- und Grünflächen 59 ha.
Folgende Gemeinden grenzen an Partenheim, sie werden im Uhrzeigersinn beginnend im Norden genannt: Jugenheim, Saulheim, Vendersheim und Wolfsheim.

## Geschichte
Partenheim wurde erstmals im Jahr 757 in einer Schenkungsurkunde über einen Weinberg aus der „marca pattenheimo“ (Gemarkung Partenheim) urkundlich erwähnt.
Im ausgehenden Mittelalter war Partenheim ein abgabenpflichtiges Lehen an kriegsdienstpflichtige Vasallen. Im 12. Jh. war die Vogtei Partenheim im Besitz des Grafen von Blies-Kastel. 1190 wurde sie von Werner II. von Bolanden übernommen. Seine Nachfahren verkauften ihren Besitz nach und nach. 1325 fiel Partenheim an Johannes III. Graf von Sponheim-Starkenburg. Sein Nachfahre Graf Johannes IV. belieh 1399 den Rudolf von Partenheim mit denjenigen Güterstücken, welche Helfrich von Partenheim in dieser Gemarkung früher von den Spanheimer Grafen zu Lehen gehabt hatte.
Die Spanheimer Grafen starben bis Mitte des 15. Jdt. aus. 1662 kauft der Graf von Nassau-Saarbrücken „Güter und Gefälle zu Jugenheim und Partenheim“ von Fust von Stromberg. Vor 1793 (Französische Revolution) war Partenheim den Freiherrn von Wallbrunn und Wambolb als Lehen gegeben. 1797 wurde in dem Friedensvertrag von Campo Formio zwischen Napoleon und Kaiser Franz u. a. das linksrheinische Rheinhessen an Frankreich abgetreten. Bis 1813 war Rheinhessen unter französischer Verwaltung und Teil des Donnersberg-Departement.
Wie fast alle rheinhessischen Gemeinden hatte auch Partenheim unter den 1813/1814 zurückfließenden Resten der geschlagenen französischen Armee und den sie verfolgenden Truppen der Allianz schwer gelitten (Typhus-Epidemie und Truppenverpflegung). Noch 1830 hatte Partenheim erhebliche Schulden. Den Schulden in Höhe von 19975 Kreuzer stand ein Vermögen von 1080 Kreuzer gegenüber. Partenheim hatte um 1830 insgesamt 1281 Einwohner. Davon waren 77 katholisch, 1058 evangelisch und 146 Juden. Der Ort hatte eine Kirche und eine Schule mit zwei Sälen. Das Gemeindeland bestand überwiegend aus Äckern, Gärten und Wiesen. Etwa 12 % wurden für den Weinbau genutzt.
1814 kam Rheinhessen unter vorläufige österreichisch-bayrisch Administration. Als 1815 Frankreich erneut einen Krieg begann, kam es wieder zu starken Truppendurchmärschen. Von der Administration wurde eine Kriegssteuer erhoben. Nachdem Frankreich endgültig besiegt und Napoleon auf die Insel St. Helena verbannt war, wurde Europa auf dem Wiener Kongress neu sortiert. Rheinhessen wurde am 1. Juli 1816 dem Großherzogtum Hessen zugeschlagen.
Die neue Verwaltung konnte zwar auf Strukturen der alten zurückgreifen, stand aber vor großen Aufgaben. „Die gehässigsten Leidenschaften und Partheiungen spalteten viele Gemeinden; die Staatsstraßen waren schlecht unterhalten, durch die Kriegszüge sehr beschädigt, die meisten Schulen ganz vernachlässigt, deren regelmäßiger Besuch völlig unbekannt.“

## Politik

### Gemeinderat
Der Gemeinderat in Partenheim besteht aus 16 Ratsmitgliedern, die bei der Kommunalwahl am 9. Juni 2024 in einer personalisierten Verhältniswahl gewählt wurden, und dem ehrenamtlichen Ortsbürgermeister als Vorsitzendem.
Die Sitzverteilung im Gemeinderat:
| Wahl | SPD | CDU | WGR/FWG | Gesamt   |
| ---- | --- | --- | ------- | -------- |
| 2024 | 9   | –   | 7       | 16 Sitze |
| 2019 | 6   | –   | 10      | 16 Sitze |
| 2014 | 9   | –   | 7       | 16 Sitze |
| 2009 | 7   | –   | 9       | 16 Sitze |
| 2004 | 4   | 1   | 11      | 16 Sitze |

### Bürgermeister
Jörg Hofmann (SPD) wurde am 25. September 2024 Ortsbürgermeister von Partenheim. Bei der Direktwahl am 9. Juni 2024 hatte er sich mit einem Stimmenanteil von 59,0 % gegen den Amtsinhaber durchgesetzt.
Hofmanns Vorgänger Marcus Lüppens (FWG) hatte das Amt seit 2019 inne. Er hatte bei der Direktwahl am 26. Mai 2019 gegen den bisherigen Amtsinhaber Volker Stahl (SPD) gewonnen.

### Wappen
| Wappen von Partenheim | Blasonierung: „Halbgeteilt, gespalten und mit Herzschild belegt; rechts von Schwarz und Silber drei aufrechte und drei gesenkte Spitzen in verwechselten Farben, links in Blau drei silberne Wecken (2:1); im Herzschild in Silber zwei gekreuzte blaue Beile mit schwarzem Schaft.“ |
| Wappen von Partenheim | Wappenbegründung: Die rechte Schildspaltung weist auf die Adelsfamilie Wambold hin, die linke Schildspaltung auf die ebenfalls einst ansässigen Herren von Wallbrunn. Der Herzschild zeigt als redendes Wappen Beile, auch „Parten“ genannt. Das Attribut „Hellebarde“ des Apostels Matthäus wird ebenso als Deutung herangezogen, da das Bistum Trier im Mittelalter in Partenheim begütert war. |

### Gemeindepartnerschaft
Partenheim pflegt seit Mai 1987 mit der französischen Gemeinde Troissy sur Marne eine Gemeindepartnerschaft.

## Infrastruktur
In Partenheim gibt es: Ärzte, Bäcker, Freiwillige Feuerwehr, Frisör, Gaststätte, Geldautomat, Getränkevertriebe, Grundschule, Gutsschänken, Kinderbetreuung, Kindergarten, Steuerberater, Weingüter, Zahnärztin.

## Verkehrsanbindung
Die Gemeinde Partenheim ist mit zwei Haltestellen (Partenheim Hauptstraße und Partenheim Brücke) an das ÖPNV-Netz des Rhein-Nahe-Nahverkehrsverbundes angebunden und wird regelmäßig von der ORN-Linie 650 („RegioLinie“) angefahren, die von Mainz (37 Minuten bis Mainz Hbf mit Anschluss an den Rhein-Main-Verkehrsverbund) über Stadecken-Elsheim (7 Minuten bis Stadecken Ehrensäule, mit Anschluss an „RegioLinie“ 640 nach Ingelheim am Rhein und Nieder-Olm) nach Sprendlingen (15 Minuten bis Sprendlingen Bahnhof) fährt.
Zusätzlich zum oben beschriebenen täglichen Takt-Linienverkehr gibt es an Schultagen einzelne Fahrten folgender Linien:
- 640 von/nach Ingelheim Bahnhof über Jugenheim – Stadecken – Schwabenheim
- 657 von/nach Nieder-Olm Schulzentrum über Jugenheim – Stadecken
- 678 von Wörrstadt Bahnhof/Schulzentrum

## Persönlichkeiten
- Georg Holdenried (1905–1965), Politiker (KPD) und Mitglied des Landtags von Nordrhein-Westfalen, wurde in Partenheim geboren
- Axel Brummer (* 1961), Fußballspieler, in Partenheim aufgewachsen und Spieler der SG Partenheim
- Peter Kohlgraf (* 1967), Bischof von Mainz, lebte bis zu seiner Bischofsweihe in Partenheim und war dort Pfarrvikar

## Siehe auch

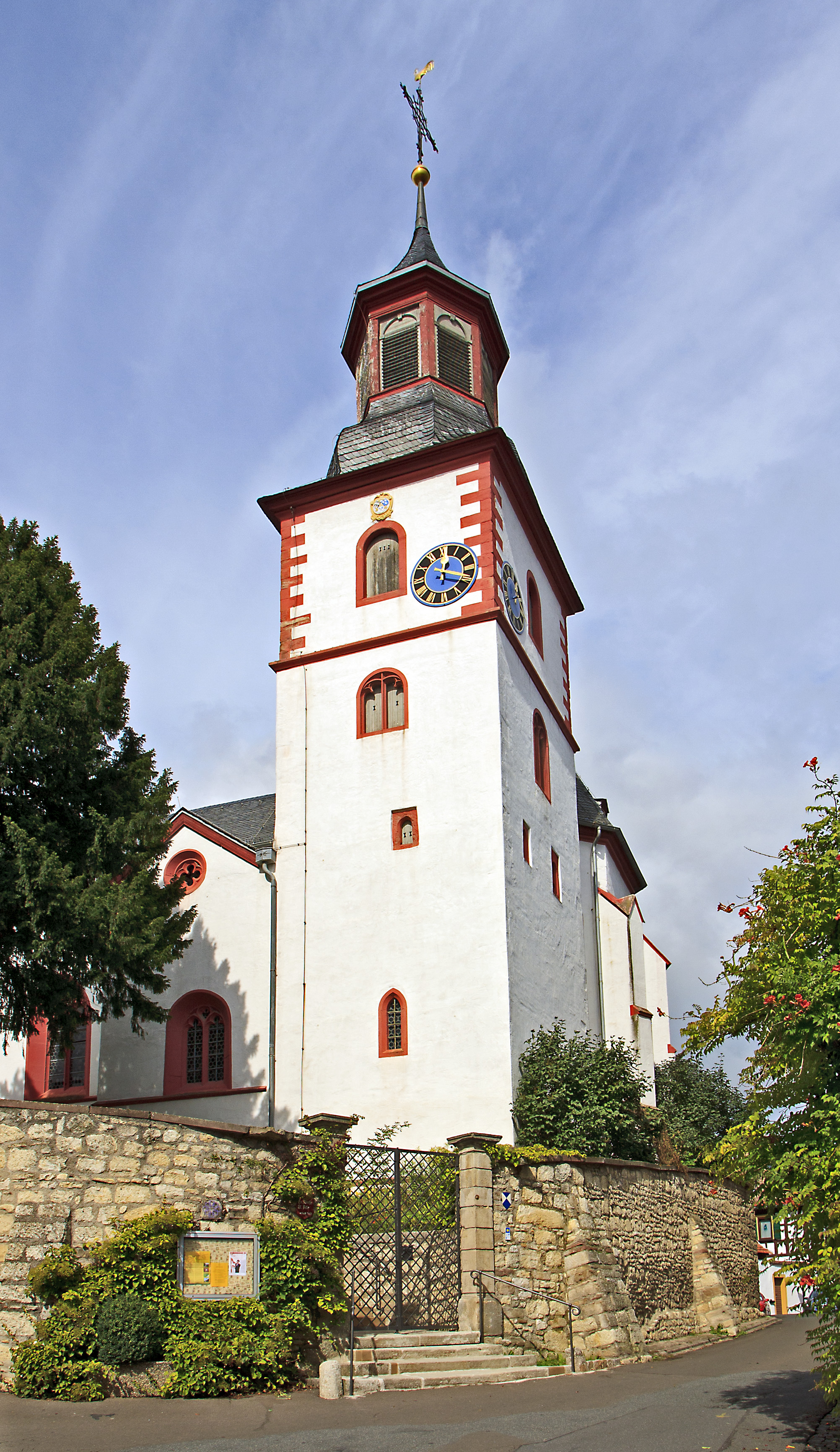
Evangelische Kirche, ehemals St. Peter
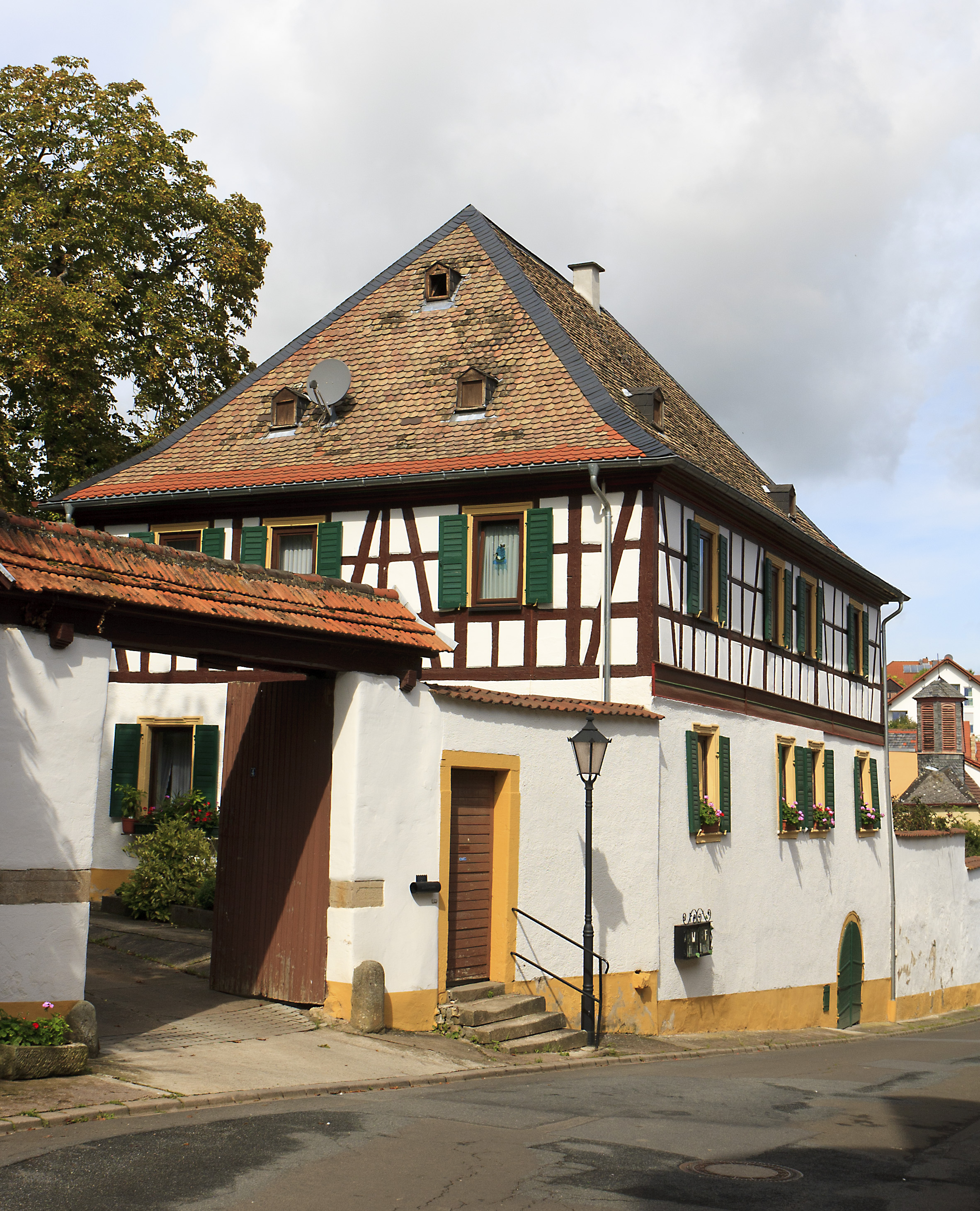
Ehemaliger evangelischer Pfarrhof
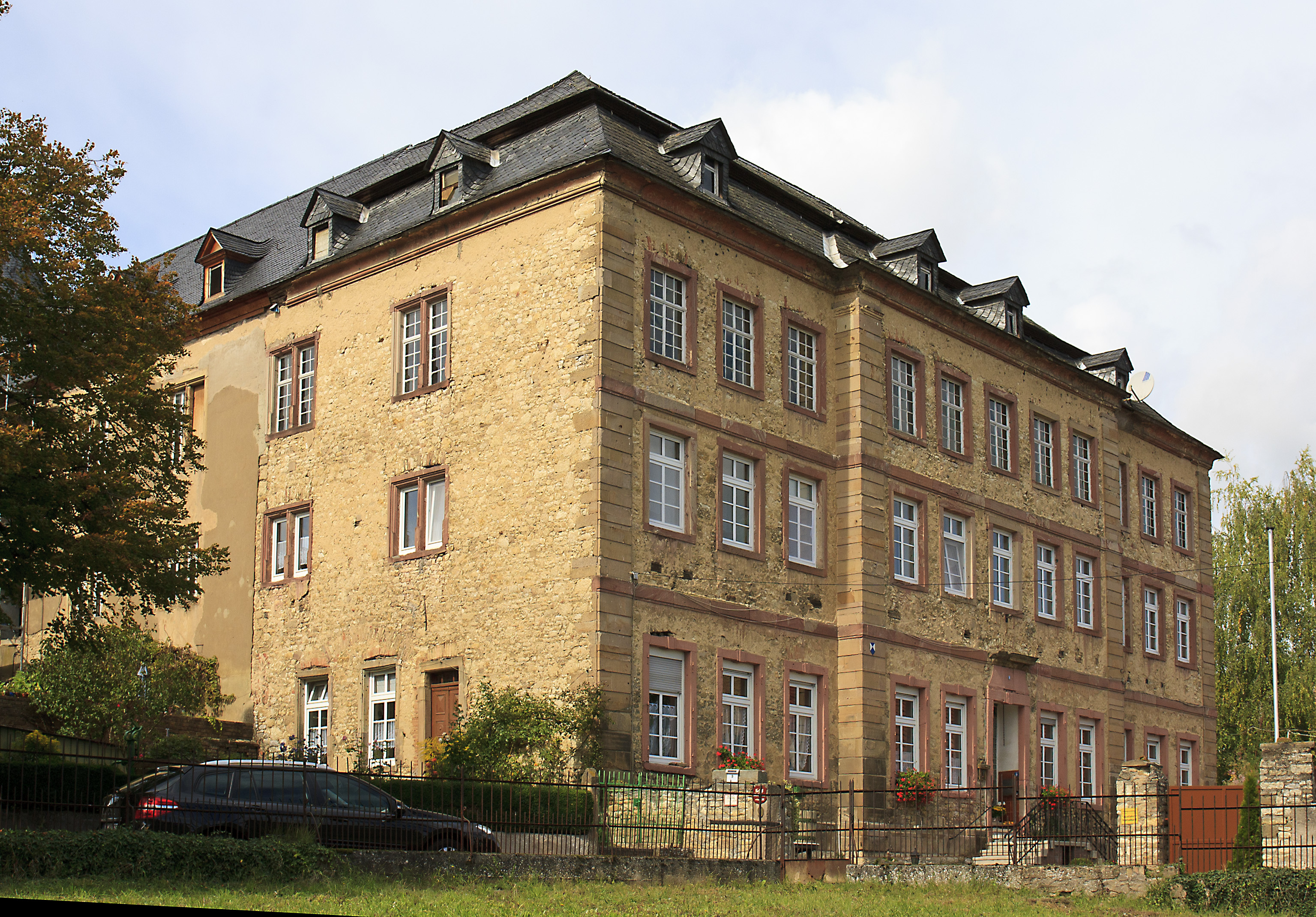
Schloss Wallbrunn